# Diocese de Valdivia
A Diocese de Valdivia (em latim: Dioecesis Valdiviensis) é uma diocese localizada na cidade de Valdivia, pertencente a Arquidiocese de Concepción no Chile. Foi fundada em 1910 pelo Papa Pio X. Originalmente foi estabelecido como sendo Missão sui iuris de Valdivia, sendo elevada à condição de diocese em 8 de julho de 1944. Com uma população católica de 255.630 habitantes, sendo 67,9% da população total, possui 17 paróquias com dados de 2017.

## História
A Diocese de Valdivia foi criada em 14 de junho de 1910 pelo Papa Pio X através da cisão da Diocese de San Carlos de Ancud. Originalmente foi denominada como sendo Missão sui iuris de Valdivia, sendo elevada à condição de Administração apostólica em 25 de setembro de 1924 e a diocese em 8 de julho de 1944. Em 1955 perde território para a criação da Diocese de Osorno. 

## Lista de bispos
A seguir uma lista de bispos desde a criação da missão sui iuris em 1910. Em 1924 foi elevada à condição de administração apostólica e em 1944 a condição de diocese. 
|                                                     | Nome                               | Período   | Notas                                       |
| Bispos                                              | Bispos                             | Bispos    | Bispos                                      |
| --------------------------------------------------- | ---------------------------------- | --------- | ------------------------------------------- |
| 7º                                                  | Santiago Jaime Silva Retamales     | 2020-     | Atual                                       |
| 6º                                                  | Gonzalo Espina Peruyero            | 2017-2020 | bispo-emérito                               |
| 5º                                                  | Ignacio Francisco Ducasse Medina   | 2002-2017 | Nomeado Arcebispo de Antofagasta            |
| 4º                                                  | Ricardo Ezzati Andrello, S.D.B.    | 1996-2001 | Nomeado Bispo-auxiliar de Santiago do Chile |
| 3º                                                  | Alejandro Jiménez Lafeble          | 1983-1996 |                                             |
| 2º                                                  | José Manuel Santos Ascarza, O.C.D. | 1955-1983 | Nomeado Arcebispo de Concepción             |
| 1º                                                  | Arturo Mery Beckdorf               | 1944-1955 | Nomeado Arcebispo-coadjutor de Concepción   |
| Administradores Apostólicos permanentes de Valdivia |                                    |           |                                             |
| 2º                                                  | Teodoro Eugenín Barrientos, SS.CC. | 1931-1942 | Nomeado Bispo do Ordinário Militar do Chile |
| 1º                                                  | Augusto Klinke Leier               | 1910-1928 |                                             |
| Administradores Apostólicos                         |                                    |           |                                             |
|                                                     | Gonzalo Espina Peruyero            | 2017-2020 | Padre da Oviedo                             |
|                                                     | Sergio Otoniel Contreras Navia     | 1995-1996 | Bispo de Temuco                             |